# Den dolda läroplanen
Den dolda läroplanen är ett begrepp som myntades av den amerikanske forskaren Philip Jackson 1968. I och med utbildningssociologen Donald Broadys artikelserie i tidskriften Krut i slutet av 1970-talet blev det viktigt i svensk skoldebatt. 

## Begreppet
Den dolda läroplanen syftar på de oskrivna regler som finns i skolan, exempelvis att sitta tyst och räcka upp handen, och beskrevs i Broadys bok från 1981. Den dolda läroplanen utgörs av de kunskaper som eleverna lär sig genom de mer eller mindre outtalade krav som de olika klassrumssituationerna ställer. Det kan handla om de krav som tränar deras tålamod genom att ständigt avbrytas i arbetet, göra sådant som de inte är intresserade av eller som tycks meningslöst i elevernas ögon, vänta på att alla kamrater blir klara med sina uppgifter och så vidare. Kännetecknande för den dolda läroplanen är att den är implicit och att även lärarna är mer eller mindre omedvetna om den. 
Begreppet bygger också på det engelska The Hidden Curriculum som också beskrivits av Benson R. Snyder, 1970. Men fenomenet är äldre än så – redan vid sekelskiftet 1800 ska Immanuel Kant ha sagt: ”Så skickar man t ex i början inte barnen till skolan med avsikten att de ska lära sig något där, utan för att de ska vänja sig att sitta stilla och punktligt iakttaga det som föreskrives dem…”. I dagens läroplansforskning används begreppet mer generellt i förhållande till institutionaliserade normer och konventioner (Sundberg, 2021)